# Friedrich Johann Emich von Üxküll-Gyllenband

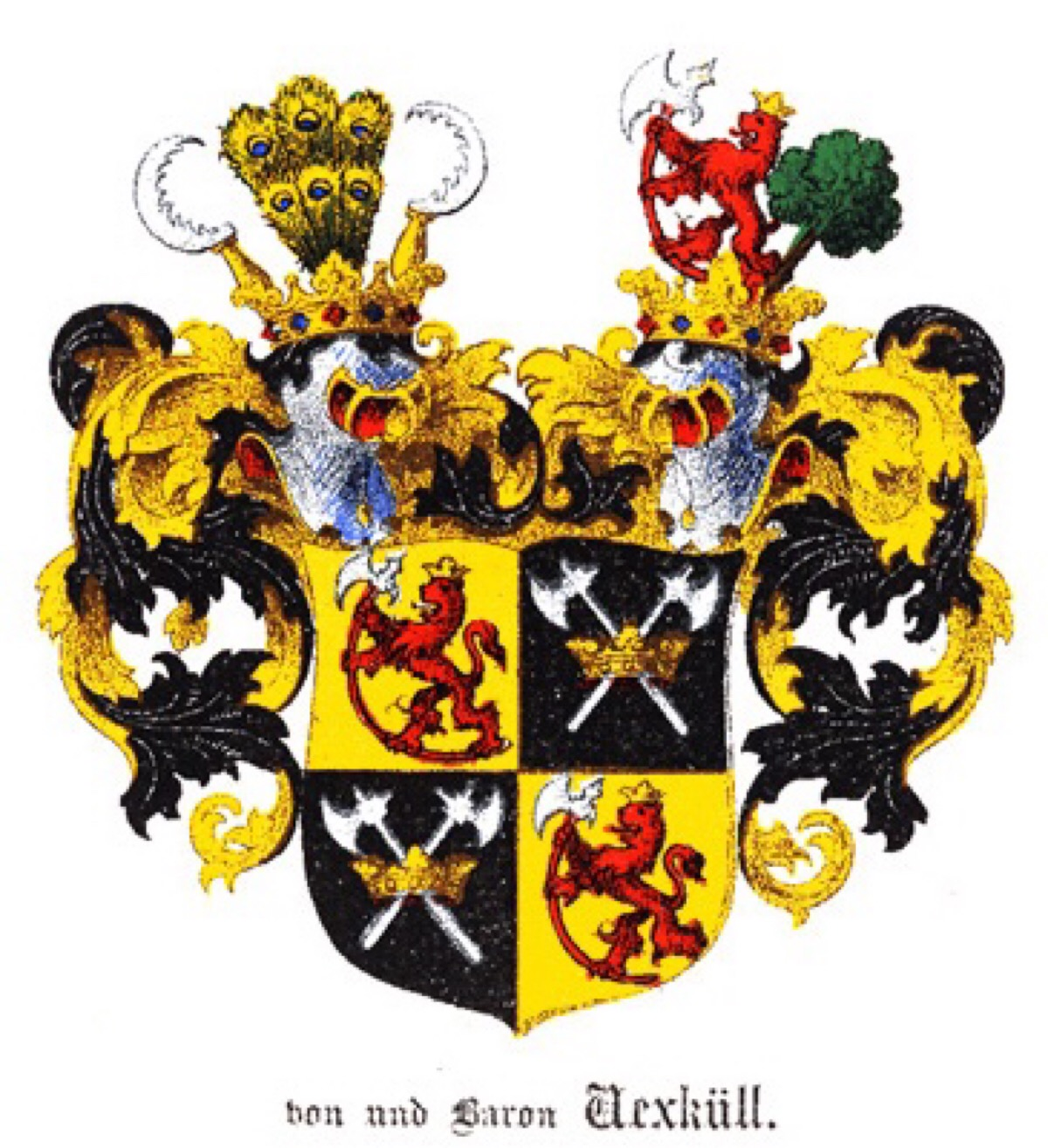
Wappen derer von Uexküll

Friedrich Johann Emich von Üxküll-Gyllenband (* 14. April 1685; † 19. November 1768) war erster Geheimer Rat, Hof- und Regierungsratspräsident sowie Kirchenratspräsident der Markgrafschaft Baden-Durlach.

## Herkunft
Das Geschlecht der Uexküll kam von Holstein über die Mark Brandenburg in das Baltikum und nahm dort den Namen Üxküll an. Sein Großvater Konrad, ein königlich schwedischer Obrist, wurde 1648 in den schwedischen Freiherrenstand erhoben und erhielt den Beinamen Gyllenband. Der Vater, Carl Gustav (1649–1714) war Offizier in holländischen Diensten, die Mutter war Johanna Christine Hartmann von Festenburg und ließ sich in der Pfalz nieder. In der Literatur findet sich der Name in unterschiedlichen Schreibweisen: Üxküll, Uexküll, Uxkill, Ixküll, in Schweden auch Yxkull.

## Laufbahn
Üxküll trat 1708 in baden-durlachische Dienste. 1711 begleitete er als Hofmeister die Söhne des Markgrafen, Karl Magnus und Friedrich, auf deren Bildungsreisen.
Nach dem Tod des Markgrafen Karl Wilhelm 1738 bis 1766 Hofratspräsident und damit Erster Minister der Markgrafschaft. Da Markgraf Karl Wilhelm in seinem Testament verfügte, dass die vormundschaftliche Regierung unter dem Vorsitz von Karl August von Baden-Durlach der Zustimmung durch den Hofrat bedurfte, war seine Stellung sehr stark. Auch nach dem Regierungsantritt durch den Enkel Karl Wilhelms, Karl Friedrich 1746, blieb Üxküll zumindest bis zu dessen effektiver Regierungsübernahme 1752 der eigentliche Kopf der baden-durlachischen Regierung.
Er erwarb das Rittergut Mönchzell und der zugehörige Ort erlebte unter der Familie Uexküll einen großen wirtschaftlichen Aufschwung.

## Ehe und Nachkommen
Üxküll heiratete am 1. Mai 1714 Christine Philippine Marie Freiin Göler von Ravensburg (1691–1772) und hatte mit ihr vier Kinder:
- Carl Gustav Friedrich Reichsgraf von Üxküll-Gyllenband (* 21. September 1716; † 21. Dezember 1801)  ⚭ Wilhelmine Eberhardine Sofie von Wallbrunn (* 29. Oktober 1732; † 22. Juli 1807)
- Friedrich August (1720–1787)
- Christine Franziska Ernestine (1722–1816)
- Friedrich Johann Emich Freiherr von Üxküll-Gyllenband (1724–1810)